# フォルズ・ペン・スレフ

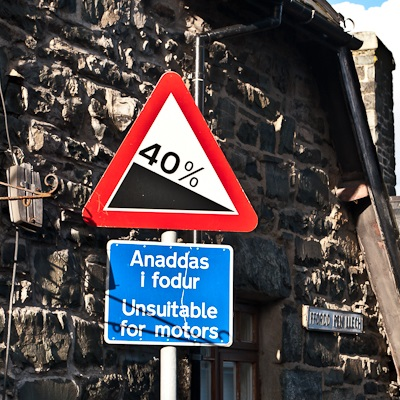
急勾配の警告標識

フォルズ・ペン・スレフ（ウェールズ語:Ffordd Pen Llech）は、北ウェールズのスノードニア国立公園内のハーレックの道路である。勾配が37.45%で、世界一急な坂としてギネス世界記録に登録された。

## 概要
フォルズ・ペン・スレフは、世界遺産のハーレフ城を囲む2つの道路のうちの1つで、カンブリア線の鉄道駅、住宅、キャンプ場と高台の町の中心部を結ぶ。城の北側の最も急な部分の勾配は1：2.73になり36.6%に相当するが、イギリスの道路当局はドライバーの混乱を避けるため標識には通常10%刻みの数値を用いるため、現地には40%の道路標識が建てられている。
この通りの大部分は一車線であり、対向車と鉢合わせになって発進できなくなるトラブルを考慮し、北半分は下り一方通行となっている。
2019年7月15日、それまで世界一の急坂として登録されていたニュージーランド・ダニーデンのボールドウィン・ストリートを抜いてギネス世界記録に登録された。ギネス世界記録は10mの区間の測定に基づいて認定されるが、フォルズ・ペン・スレフの当該区間沿いには建物はない。
The World Atlasは以前、ペンシルベニア州ピッツバーグのカントンアベニューを最も急な坂としていた。フォルズ・ペン・スレフとは異なりカントンアベニューは住宅街であり、家は急坂に沿って建てられ、道路は双方向の通行に供される。
はまれぽ.comの調べでは、日本の神奈川県横浜市鶴見区内の坂で39.7%の勾配が計測されている。
ただしはまれぽ.comは勾配の計測にスマートフォンの角度計測アプリを用いているため、計測区間がスマホの長さのわずか10cm少々しかなく、これでは路面のわずかな凹凸などによっても誤差が出てしまうため、数値の信ぴょう性としては乏しい。

## 観光
フォルズ・ペン・スレフは観光地のハーレフ城に近く、距離も50mほどと短いことから急坂を求めるサイクリストに人気がある。下り一方通行の規制は自転車にも適用され、自転車でこの坂を登ることは交通違反となるため、近隣の勾配25%の道に迂回する必要がある。

## 語源
ウェールズ語の単語のPenは頂上、Llechは岩を指す。フォルズ・ペン・スレフの名称は、「岩の頂上への道」を意味する。